# Leichtathletik-Weltmeisterschaften 2022/Teilnehmer (Guinea)
| Goldmedaillen | Silbermedaillen | Bronzemedaillen |
| ------------- | --------------- | --------------- |
| —             | —               | —               |

Der Leichtathletikverband von Guinea meldete einen Athleten für die Leichtathletik-Weltmeisterschaften 2022 in Eugene.

## Ergebnisse

### Männer

#### Laufdisziplinen
| Athlet         | Disziplin | Qualifikation | Qualifikation | Vorlauf | Vorlauf | Halbfinale | Halbfinale | Finale | Finale |
| Athlet         | Disziplin | Zeit          | Platz         | Zeit    | Platz   | Zeit       | Platz      | Zeit   | Platz  |
| -------------- | --------- | ------------- | ------------- | ------- | ------- | ---------- | ---------- | ------ | ------ |
| Boubacar Barry | 100 m     | DNS           | DNS           | DNQ     | DNQ     | –          | –          | –      | –      |

## Einzelnachweis
1. ↑  Teilnehmerliste aller Athletinnen und Athleten mit Disziplin (englisch)